# Brzęczak zielony
Brzęczak zielony (Nematus poecilonotus) – gatunek błonkówki z rodziny pilarzowatych.

## Zasięg występowania
Gatunek bardzo szeroko rozpowszechniony w Europie. Notowany w Austrii, na Białorusi, w  Belgii, Czechach, Danii, Estonii, Finlandii we Francji w Hiszpanii, Holandii, Irlandii, Obwodzie królewieckim, na Łotwie, w Niemczech, Polsce, na Słowacji, w Szwecji, na Ukrainie, Węgrzech, w Wielkiej Brytanii i we Włoszech. 

## Budowa ciała
Gąsienice ubarwione przeważnie zielono.
Imago osiągają 6 - 8 mm długości.  Ubarwienie ciała zazwyczaj zielone, ewentualnie żółte. Górna strona tułowia zawsze żółta z trzema czarnymi plamami z których środkowa może zanikać; czarne plamy również na tergitach. Uda oraz golenie żółte lub żółtozielonkawe, tylne golenie zazwyczaj ciemniejsze. Wzdłuż tylnych ud często wąskie, ciemne pasy. Na głowie, między oczami, ciemna plama. Pterostygma częściowo zielona.

## Biologia i ekologia
Gatunek pospolity, związany z gatunkami z rodzaju brzoza.
W ciągu roku występują dwie lub więcej generacji. Imago spotyka się od kwietnia. Gąsienice żerują na liściach brzóz latem i jesienią.

## Znaczenie dla człowieka
Może występować na szkółkach leśnych lub roślinach ozdobnych, jednak nie powoduje większych szkód..